# Káin (keresztnév)
A Káin héber eredetű férfinév, jelentése: szerzemény, nyereség, tulajdon; alkotó, kovács, képmás.

## Névnapok
- március 10.
- május 29.

## Híres Káinok
Ádám és Éva első fia